# Општина Топана (Олт)
Топана (рум. Topana) општина је у Румунији у округу Олт.
Oпштина се налази на надморској висини од 375 m.